# Paul Eales
Paul Martyn Eales (Epping, Sussex, 2 augustus 1963) is een  professioneel golfer uit Engeland.
Eales werd in 1985 professional en speelde vanaf 1990 op de Europese Challenge Tour. In 1991 won hij het Audi Open en het jaar daarop eindigde hij op de 3de plaats van de Order of Merit en promoveerde naar de Europese Tour.
Hij had een goed rookie-jaar en won in 1994 het Extremadura Open. Dat jaar bereikte hij zijn top met een 35ste plaats op de Order of Merit. Hij behield zijn spelerskaart tot eind 2004.
Van 1996-2005 speelde Eales ook toernooien op de Sunshine Tour.
Eales gaf les op de Royal Lytham & St Annes Golf Club, waar hij in 1987 als assistent-professional begon. Tegenwoordig geeft hij les op de Garstang Country Hotel and Golf Club.
Eales is lid geweest van de spelerscommissie van de Europese Tour. Hij geeft ook commentaar op de BBC Radio 5 Live en Sky Sport. Hij is golfambassadeur van de Northern Rock Bank.

## Gewonnen

### Challenge Tour
- 1991: Audi Open

### Europese Tour
- 1994: Extremadura Open